# Гришин, Сергей Сергеевич
Сергей Сергеевич Гришин (род. 18 ноября 1973, Москва) — советский и российский футболист, полузащитник. Игрок сборной России.

## Биография
Сын Сергея Гришина (1951 г. р.), игрока московского «Торпедо» (1975—1979).
В возрасте шести лет стал заниматься в школе «Торпедо». Через два года семья переехала в ГДР, где отец играл за команду Западной группы войск. Через шесть лет вернулся в Москву и вновь пошёл в «Торпедо», тренер Николай Ульянов.
Известен по выступлениям за клубы «Динамо» Москва и «Шинник» Ярославль. Всего в высшей лиге чемпионата России в составе этих двух команд, а также московского «Асмарала» сыграл 187 матчей, забил 15 мячей. Последним клубом в карьере Гришина стал казахстанский клуб «Женис» Астана, в составе которого вместе с другими экс-игроками сборной России — Юрием Дроздовым и Алексеем Косолаповым — стал обладателем Кубка Казахстана.
Сыграл три матча в составе сборной России, забил 1 мяч:
- 30 апреля 1997. Отборочный матч ЧМ-1998. Россия — Люксембург, 3:0. 45 мин, вышел на замену;  55′ — 2:0
- 8 июня 1997. Отборочный матч ЧМ-1998. Россия — Израиль, 2:0. 89 мин, был заменён
- 20 августа 1997. Товарищеский матч. Россия — Югославия, 0:1. 29 мин, вышел на замену

Также за сборную России сыграл в неофициальном матче:
- 18 августа 1997. Товарищеский матч в ознаменование 850-летия Москвы и 100-летия российского футбола.

Россия — Сборная ФИФА, 0:2. 45 мин, вышел на замену
Главный тренер команды московского «Локомотива» в ЮФЛ-1 (2020/21).
11 января 2023 года был утвержден помощником главного тренера молодёжной команды московского «Торпедо».

## Достижения
- Бронзовый призёр чемпионата России: 1997
- Финалист Кубка России (2): 1996/1997, 1998/1999
- Победитель в первом дивизионе России: 2001 (в составе ФК «Шинник»; выход в премьер-лигу)
- Обладатель Кубка Казахстана: 2004/2005
- В списке 33-х лучших футболистов чемпионата России (1): № 2 — 1997